# اللعبة (لعبة عقل)
اللعبة هي لعبة عقلية الهدف منها هو تجنب التفكير في اللعبة نفسها. التفكير في اللعبة يمثل خسارة، ويجب إعلانها في كل مرة تحدث فيها. من المستحيل الفوز في أغلب نسخ اللعبة. اعتمادًا على تنوع اللعبة، العالم أجمع، أو أولئك الذين يعرفو اللعبة، يلعبونها طوال الوقت. تم تطوير خطط لزيادة عدد الناس الواعين باللعبة وبالتالي زيادة عدد الخسائر. رغم أن أصل اللعبة غير معروف، تم لعب لعبة ذات معالجة ساخرة بواسطة ليو تولستوي في 1840.

## اللعب
توجد ثلاث قواعد عامة في اللعبة:
1. كل شخص في العالم يلعب اللعبة. (أحيانًا يتم تضييق النطاق إلى: «كل شخص في العالم يعرف اللعبة يلعبها»، أو بشكل بديل، «أنت تلعب اللعبة دائماً.») لا يستطيع شخص أن يختار ألا يلعب اللعبة. لا تحتاج اللعبة لموافقة من أجل اللعب ولا يستطيع الشخص التوقف عن اللعب أبدا.
2. في أي وقت يفكر الشخص في اللعبة، يخسر.
3. يجب إعلان الخسائر. يمكن فعل ذلك شفهيًا، بجملة مثل «لقد خسرت اللعبة للتو»، أو بأي شكل آخر: على سبيل المثال، عبر فيسبوك. بعض الناس قد يقومون بإشارات وتعبيرات لتذكير الآخرين باللعبة.

ما يمثله التفكير في اللعبة ليس واضح دائمًا. إذا ناقش شخص ما اللعبة دون أن يدرك بشكل صريح أنه قد خسر، قد يمثل أو لا يمثل هذا خسارة. إذا قال أحدهم «ما هي اللعبة؟» قبل أن يفهم القواعد، فكونه خسر أم لا يعتمد على التفسير. وفقًا لبعض التفسيرات، لا يخسر الشخص حين يعلن شخص آخر خسرته، رغم أن القاعدة الثانية تنص على أن الشخص يخسر بغض النظر عما جعله يفكر في اللعبة. بعدما يعلن لاعب ما الخسارة، أو بعدما يفكر أحدهم في اللعبة، تسمح بعض التنوعات بفترة سماح بين ثلاث ثواني وثلاثين دقيقة لتنسي أمر اللعبة، خلال تلك الفترة لا يمكن للشخص أن يخسر مجددًا.

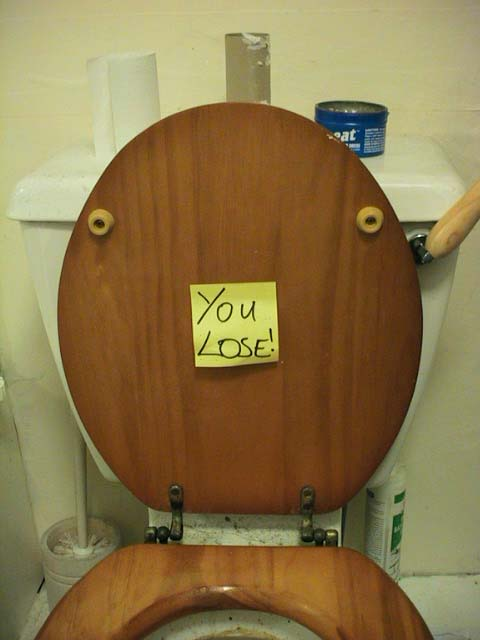
استراتيجية شائعة هي ترك ملحوظات خفية لجعل الآخرين يخسرون اللعبة.

لا تحدد القواعد العامة نقطة معينة تنتهي عندها اللعبة. مع ذلك، يعلن بعض اللاعبين أن اللعبة تنتهي حين يعلن رئيس وزراء المملكة المتحدة عبر التليفزيون أن «اللعبة انتهت.»

لا تسمح أغلب تنوعات اللعبة للشخص بالفوز. أحد تفسيرات اللعبة أن الشخص يفوز طالما أنه لا يفكر بشأن اللعبة. تفسير آخر بأن الشخص يكون قد فاز حين ينسى تماما بشأن اللعبة. تفسير شائع آخر هو أنك تكون في حالة فوز مؤقت حين تكون في حضرة شخص يخسر اللعبة، تنتهي حالة الفوز تلك حين تنتهي فترة السماح البالغة 30 دقيقة.

### الخطط
تركز الخطط على جعل الآخرين يخسرون اللعبة. تشمل الطرق الشائعة قول «اللعبة» بصوت عالي أو الكتابة عن اللعبة على ملاحظات مخفية، أو الجرافيتي في أماكن عامة، أو على الأوراق النقدية. 
 يمكن عمل جمعيات مع اللعبة، بالأخص عبر الوقت، بحيث يؤدي شئ ما إلى خسارة أحدهم عن دون قصد. يتمتع بعض اللاعبين بالتفكير في مقالب مدروسة لجعل الآخرين يخسرون اللعبة. 
تشمل الخطط الأخرى سلع مثل: التي شيرتات، والأزرار، والأكواز، والملصقات والتي تم اختراعها للدعاية للعبة.  انتشرت اللعبة كذلك عن طريق مواقع التواصل الإجتماعي مثل فيسبوك وتويتر. 

## المنشأ
منشأ اللعبة غير مؤكد. في مقالة إخبارية في 2008، تقول جاستين ويتشريك أن اللعبة ربما تكون منتشرة منذ أوائل التسعينيات، وقد تكون قد نشأت في أستراليا أو إنجلترا. تقول إحدى النظريات أنها تم اختراعها في لندن في 1996 حين فوت المهندسان البريطانيان، دينيس بيجلي وجيفين مكدووال قطارهما واضطرا لقضاء الليلة على رصيف محطة القطار، وحاولا تجنب التفكير في موقفهما ومن يفكر فيه أولا يخسر. تُرجع نظرية أخرى كذلك منشأ اللعبة إلى لندن في 1996، حين تم اختراعها بواسطة جيمي ميللر «ليزعج الناس». الصحفي ميك رايت من The Next Web تذكر لعب تلك اللعبة في المدرسة في أواخر التسعينيات.
مع ذلك، قد تكون اللعبة تم اختراعها في 1977 عن طريق أعضاء مجتمع الخيال العلمي في جامعة كامبريدج أثناء محاولة اختراع لعبة لا تتناسب مع نظرية الألعاب. وصفت مدونة كتبها بول تايلور في أغسطس 2002 اللعبة، حيث ادعى تايلور أنه «اكتشف اللعبة عن طريق الإنترنت قبل 6 أشهر». هذا هو المرجع الأقدم الموجود عبر الإنترنت.
انتشرت اللعبة بشكل أكبر عبر الإنترنت مثل فيسبوك أو تويتر، وكذلك شفهيًا.

## علم النفس
اللعبة هي مثال على المعالجة الساخرة (تعرف كذلك بـ«مبدأ الدب الأبيض»)، وفيها تجعل محاولات تجنب أفكار معينة تلك الأفكار أكثر ثباتًا. توجد أمثلة مبكرة على المعالجة الساخرة: في 1840، لعب ليو تولستوي «لعبة الدب الأبيض» مع أخيه، حيث «يقف في زاوية ولا يفكر في الدب الأبيض». ذكر فيودور دوستويفسكي نفس اللعبة في 1863 في مقالته ذكريات شتاء عن مشاعر صيف.
تضمنت دراسة نفسية للعبة بواسطة كوري أنتيل 12 مشتركًا، طُلب منهم تسجيل متى ولماذا خسروا على مدار أربعة أسابيع. تسببت الدراسة نفسها في 57% من خسائر المشتركين. ادعى أنتيل أن تأثير زيجارنيك ساهم في ذلك. سجل المتشاركون أعداد خسائر متفاوتة إلى حد كبير، تضمنت الأسباب الشائعة «إشارات إلى أخذ الملحوظات»، و«إشارات إلى الوقت»، و«رؤية أو التفكير في أشخاص آخرين يلعبون اللعبة أيضا». لعبت [ التهيئة] والتحسس دورًا كبيرًا في الخسائر، فيما لم توجد رابطة قوية مع التعود.

## الاستقبال

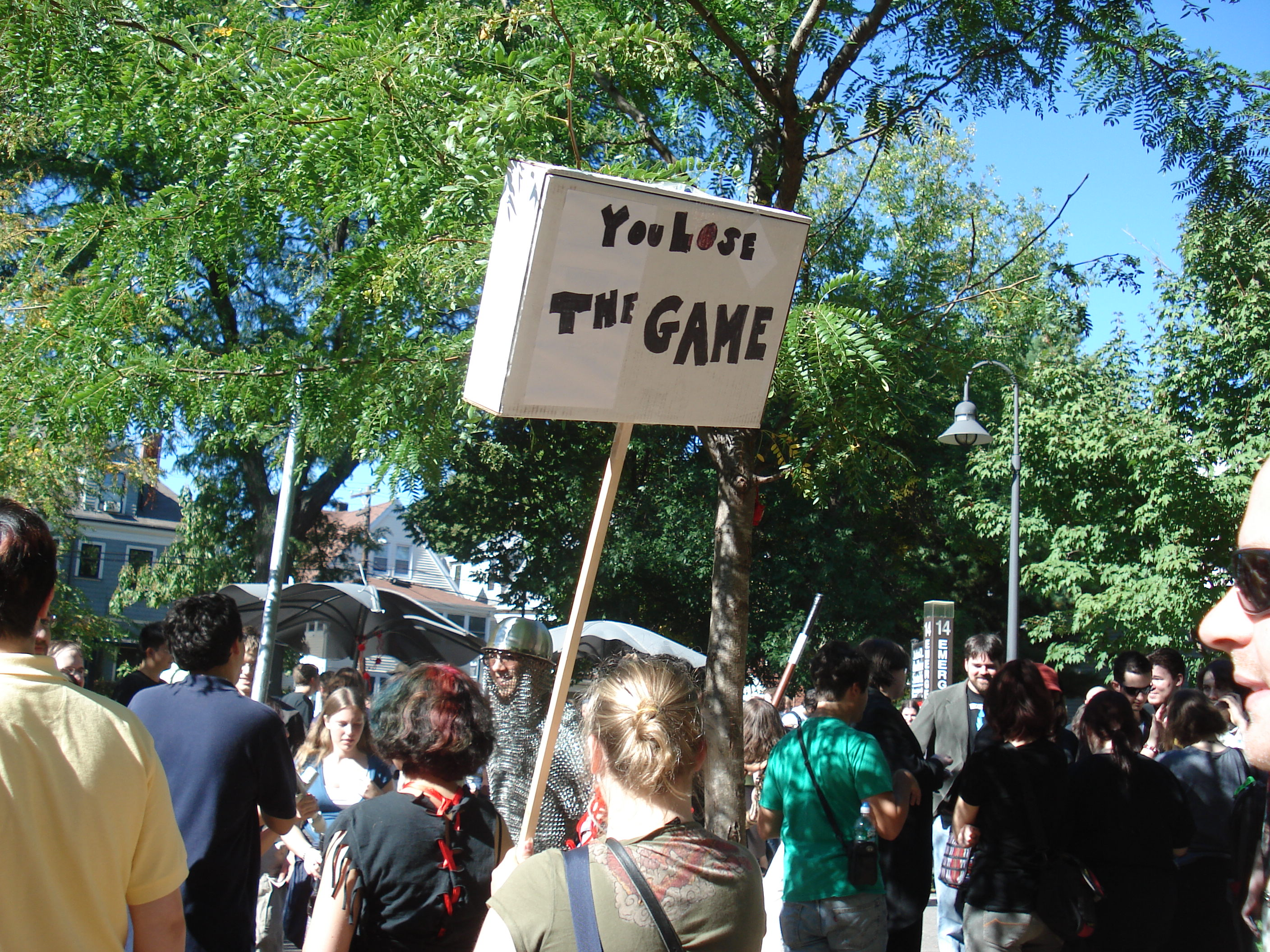
فتاة ترفع لافتة كُتب عليها "أنت تخسر اللعبة".

تم وصف اللعبة على أنها تحدٍ وممتعة للعب، وكذلك بأنها لا جدوى لها وطفولية ومستفزة. في بعض منتديات الإنترنت مثل «شئ مروع وجاسوس الألعاب» والعديد من المدارس بما فيها واحدة في أوهايو،
 تم منع اللعبة. وصفت اللعبة بأنها لعبة، وميم، و«فيروس للعقل».
احتوت بعض الصحف مثل مترو، وروتلاند هيرالد، وجريدة الصحافة الكندية، ودي بير على مقالات بخصوص اللعبة، حاور موقع ويكي الأخبار مالك موقع LoseTheGame.com. عرضت ويب كوميكس «ساترداي مورنينج بريك فاست سيريال، وإكس كيه سي دي، وريال لايف» رسومات متعلقة باللعبة. جذبت الفيديوهات المتعلقة باللعبة مئات الآلاف من المشاهدات عبر يوتيوب. في 2008، ضمت أكبر مجموعة متعلقة باللعبة على فيسبوك أكثر من 200,000 عضو. يجيب محرك المعرفة ولفرام ألفا عن سؤال «ما هي اللعبة؟» بالرد «لقد خسرت للتو.»
يعرف الكثير من المشاهير بشأن اللعبة. الممثل سايمون بيج غرد عن اللعبة من قبل. تحدث أليكس بيكر عن اللعبة في العديد من المناسبات عبر راديو كيرانج وعبر فيسبوك.
تضمنت المحاولات الأخرى لزيادة الخسائر في اللعبة الخدع والقرصنة. تصويت تايم 100 في 2009 تم اختراقه غالبا عن طريق مجموعة القرصنة «أنونيموس»، بحيث تكون أسماء أول 21 شخص شعار "Marbelcake also the game" «كعكة الرخام أيضا اللعبة»، في إشارة إلى اللعبة.